# Psychotria micheliana
Psychotria micheliana là một loài thực vật có hoa trong họ Thiến thảo. Loài này được J.-G.Adam miêu tả khoa học đầu tiên năm 1973.